# Ernst Krohn

Ernst Krohn um 1921

Max Richard Ernst Krohn (* 25. Dezember 1868 in Prenzlau; † 4. August 1959 in Berlin) war ein deutscher Kameramann der Stummfilmzeit.

## Leben und Wirken
Ernst Krohn war ein Sohn des Schuhmachermeisters Rudolf Krohn und seiner Frau Auguste, geb. Hamann. Zu seiner frühen Biographie liegen keine Informationen vor; zum Zeitpunkt seiner Heirat mit Margarete Noack 1894 war er Fotograf. 1913 wurde er von Alfred Duskes als Kameramann in sein Literaria-Atelier in Berlin-Tempelhof engagiert. Er entwickelte sich zu einem gefragten Kameramann der 1920er-Jahre, fotografierte nicht nur, sondern schrieb bei vier Filmen (Der Jubiläumspreis 1917, Sr. Hoheit Brautfahrt 1918, Mausefalle 1918, Unikum 1919) auch am Drehbuch mit und führte zudem bei den letzteren beiden Filmen Regie.
Krohn stand bei einem Großteil der Filme von Franz Hofer (= FH) an der Kamera, arbeitete aber auch für Regisseure wie Richard Oswald (= RO), Bruno Rahn (= BR), Rolf Randolf (= RR), Walter Schmidthässler (= WS) und Jaap Speyer (= JS).
Er fotografierte 1916 das „Phantastische Schauspiel“ Dr. Satansohn von Edmund Edel, 1919 die erste Verfilmung von Felix Hollaenders Roman Der Eid des Stephan Huller, der 1925 Vorlage zu Ewald André Duponts berühmtem Film
Varieté werden sollte, und 1921 den später von der Zensur verbotenen Propagandafilm Die schwarze Pest.
Verboten wurde 1923 auch der 1919 von ihm fotografierte Film Irrwahn nach dem Buch von Gertrud David, mit dem Hans Werckmeister vor dem Bolschewismus warnen wollte.
Nach 1927 sind keine Filme mehr mit Ernst Krohn nachweislich. Er starb im Alter von 90 Jahren in Berlin-Schöneberg.

## Weiteres
Der Film- und Operettenkomiker Fred Kronström war sein Sohn. Er wirkte als Darsteller in einigen der Filme mit, die sein Vater fotografierte. 1926 assistierte er bei Gern hab’ ich die Frauen geküßt der Regie.
Seit 1945 war Kronström Mitglied im Ensemble des Metropoltheaters in Berlin. Bei der DEFA und beim DFF übernahm er einige Nebenrollen.
Ernst Krohn ist nicht zu verwechseln mit dem bildenden Künstler gleichen Namens, der am 16. Oktober 1911 im finnischen Helsinki geboren wurde und 1934 gestorben ist. Er hinterließ Aquarelle und Ölbilder von Landschaften und Personen.

## Filmographie
- 1915 Marionetten
- 1915 Fürstliches Blut (GECD #22869)
- 1915 Mädels, 'ran an die Front (GECD #29086)
- 1915 Die Goldfelder von Jacksonville [RO]
- 1916 Hoffmanns Erzählungen [RO]
- 1916 Zirkusblut [RO]
- 1916 Seine letzte Maske [RO]
- 1916 Dr. Satansohn. Phantastisches Schauspiel.
- 1916 Der Ring des Schicksals
- 1916: Das Riesenbaby [FH]
- 1916 Heidenröschen [FH]
- 1916 Dressur zur Ehe [FH]
- 1916 Der Posaunenengel [FH]
- 1916: Wir haben’s geschafft [FH]
- 1916 Der gepumpte Papa [FH]
- 1916 Tote Gedanken [FH]
- 1916 Das zweite Ich [FH]
- 1916/17 Seltsame Menschen [FH]
- 1917 Fräulein Pfiffikus [FH]
- 1917: Die Nottrauung [FH]
- 1917 Rauschende Akkorde [FH]
- 1917 Das Luxusbad [FH]
- 1917 Der Roman eines Indienforschers [JS]
- 1917 Der Jubiläumspreis (GECD #26448) [Drehbuch]
- 1917 Moritz Meyer als Gerichtsvollzieher (GECD #30114)[8]
- 1917/18 Die schleichende Gefahr [FH]
- 1917/18 Wenn Frauen lieben und hassen [JS]
- 1918 Seelen in Ketten [FH]
- 1918 Stürme des Lebens [FH]
- 1918 Die Glocke [FH]
- 1918 Leutnant Mucki [FH]
- 1918 Die Mausefalle (auch Co-Autor am Drehbuch und Regie)
- 1918 Und wenn der Flieder wieder blüht (GECD #36267)
- 1918 Pucky bringt es an den Tag (GECD #31889)
- 1918 Das Patschuli-Mäuschen [FH]
- 1918 Der Bettler von Savern [FH]
- 1918 Sr. Hoheit Brautfahrt (auch Co-Autor am Drehbuch) [FH]
- 1918 Ein Flammentraum [JS]
- 1919 Tanzendes Gift (GECD #35105)[9]
- 1918/19 Irrwahn (Regie: Hans Werckmeister)
- 1919 Der Eid des Stephan Huller
- 1919 Hängezöpfchen [FH]
- 1919 Meier & Sohn [FH]
- 1919 Die Angelfreunde [FH]
- 1919 Die Heimat [FH]
- 1919 Im Schatten des Geldes
- 1919 Gewalt gegen Recht
- 1919 Der Kinoprinz (GECD #27090)
- 1919 Der Weltverächter (GECD #38108) [RR]
- 1919 Unikum (auch Drehbuch und Regie) (GECD #36360)
- 1919 Göttin, Dirne [und] Weib[10] [WS]
- 1919 Mysterien der Venus [WS]
- 1919 Ich kenne in der Vorstadt ein kleines Hotel (GECD #25386) [RR]
- 1919 Kronprinz Rudolph oder Das Geheimnis von Mayerling[11] [RR]
- 1919/20 Der Fürstenmord, durch den Millionen starben[12] [RR]
- 1919/20 Ferréol. Ein Kampf zwischen Liebe und Pflicht [FH]
- 1920 Der Riesenschmuggel [FH]
- 1920 Unter der Dornenkrone. Mexikos Kaisertragödie [RR]
- 1920 Die Nackttänzerin [WS]
- 1920 Materia - Club der Toten
- 1921 Der Mann im Schrank
- 1921 Der letzte Mensch
- 1921 Die schwarze Pest (Doku)[13]
- 1921 Das Geheimnis der Santa Margherita [RR]
- 1921/22 Der alte Gospodar[14] [RR]
- 1922 Die Rache des Marquis Dokama
- 1922 Im Rausche der Milliarden
- 1923: Der Fechter von Ravenna
- 1924 Orts-Propagandafilm Niederschönhausen (Doku)
- 1926 Die schwarze Hanne
- 1926 Gern hab’ ich die Frau’n geküßt [BR]
- 1926 Frauen, die den Weg verloren [BR]
- 1926 Hölle der Liebe - Erlebnisse aus einem Tanzpalast [BR]
- 1927 Vom Leben getötet. Bekenntnisse einer 16jährigen [FH]
- 1927 Elternlos [FH]